# ФК Реал Овиједо
Реал Овиједо (шп. Real Oviedo) шпански је фудбалски клуб из Овиједа. Домаће утакмице игра на стадиону Карлос Тартиере капацитета 30.500 места отвореном 30. септембра 2000. године, и највећи је спортски стадион у Астурији.
Основан 26. марта 1926. године, од сезоне 2025/26, клуб игра у Ла Лиги, првом рангу шпанског фудбалског лигашког система. На табели свих времена за највишу шпанску дивизију (Ла Лига), Овиједо је на 18. месту, пошто је играо 38 сезона (закључно са 2025. годином).
Клуб је имао 21.517 власника сезонских карата у сезони 2023/24, а њихови навијачи се зову Карбајонес. Локални ривал клуба је Спортинг Хихон који се налази на обали мора северно од њега, са којим играју астуријски дерби. Реал Овиједо такође има женски тим, под називом Реал Овиједо Феменино. 

## Реал Овиједо у европским такмичењима
| Сезона  | Такмичење | Коло      | Противник | Дом. | Гост | Ук. |
| ------- | --------- | --------- | --------- | ---- | ---- | --- |
| 1991/92 | Куп УЕФА  | Прво коло | Ђенова    | 1–0  | 1–3  | 2–3 |

## Познати тренери
- Радомир Антић

## Познати играчи
- Роберт Просинечки
- Славиша Јокановић